# Transilien
A Transilien (kiejtve [tʁɑ̃s.il.jɛ̃]) az SNCF Mobilités külvárosi vasúthálózata, amely elsősorban az Île-de-France régió vasútállomásait szolgálja ki. A Transilien szó a Francilien szóból származik, mely az île-de-france-i lakos szinonimája. A Transilien által lefedett terület nem felel meg pontosan a régió közigazgatási határainak, mivel a vonatok számos olyan állomást is kiszolgálnak, melyek Normandia, Hauts-de-France vagy Center-Val de Loire régiókban található. Másrészt néhány, a régió peremén található állomást nem ez a hálózat szolgál ki, hanem a szomszédos régiókból érkező regionális gyorsvonatok (TER). A Transilien a 19. század vége óta létező külvárosi járatok örököse.
A Transilien együttműködik az RATP-vel, az Île-de-France (RER) regionális expresszhálózatának két vonalával: az A és a B vonallal. A Transilien e hálózat másik három vonalát is üzemelteti: a C, D és E vonalat. Az Île-de-France (RER) regionális expresszhálózat több vonala is keresztezi Párizst a föld alatt, míg a Transilien számára az „átkelés” csak 2022-re várható az E vonalon. A hálózat tíz további Transilien-vonalat is tartalmaz, melyek nem RER-vonalak: H, J, K, L, N, P, R, U, T4 és a T11 Express. Ezek többsége a fő párizsi állomásokról indulnak vagy oda érkeznek. Kivétel az U vonal, amely összeköti a Saint-Quentin-en-Yvelines városi területet a La Défense üzleti negyeddel, a 4. villamosvonal, amely összeköti az Aulnay-sous-Bois és a Bondy vasútállomást, valamint a 11. Expressz villamos, amely jelenleg összeköttetést biztosít az Épinay-sur-Seine és a Bourget vasútállomások között.
A Transilien, mint például a TER vagy a TGV, az SNCF Mobilités védjegye. 1999. szeptember 20-án alapították, és 2014 óta Alain Krakovitch az igazgatója. Kizárólag az SNCF Mobilités „Île-de-France” osztályának irányítása alatt álló személyvonatokra és állomásokra vonatkozik. Ennek eredményeként az RATP által üzemeltetett vasútvonalak (az A és B RER-vonalak többsége) nem tartoznak a Transilienbe. Az SNCF Réseau (korábban RFF) tulajdonában lévő vasúti hálózatot a fővonali személyszállító vonatok is használják, ideértve a TGV és az Intercités járatokat is, továbbá más vasúti üzemeltetők (Renfe, DB, Eurostar, Thalys, Velence-Simplon-Orient-Express stb.) vonatai és tehervonatok is.

## Vonalak
| Járat | Útvonal | Hosszúság km-ben | Állomások száma |
| ----- | --- | ---------------- | --------------- |
| H     | Gare du Nord – Luzarches / Pontoise / Persan – Beaumont Pontoise – Creil                                                                       | 138              | 46              |
| J     | Gare Saint-Lazare – Ermont – Eaubonne / Gisors / Mantes-la-Jolie – Vernon                                                                      | 256              | 52              |
| K     | Gare du Nord – Crépy-en-Valois | 61               | 10              |
| L     | Gare Saint-Lazare – Cergy-le-Haut / Saint-Nom-la-Bretèche / Versailles-Rive-Droite Saint-Germain-en-Laye-Grande-Ceinture – Noisy-le-Roi        | 86               | 40              |
| N     | Gare Montparnasse – Mantes-la-Jolie / Dreux / Rambouillet                                                                                      | 117              | 35              |
| P     | Gare de l'Est – Château-Thierry / La Ferté-Milon / Provins / Coulommiers Esbly – Crécy-la-Chapelle Coulommiers – La Ferté-Gaucher (Busverkehr) | 252              | 40              |
| R     | Gare de Lyon – Montereau / Montargis Melun – Montereau                                                                                         | 164              | 24              |
| U     | La Défense – La Verrière | 31               | 10              |

## Járművek
- SNCF BB 27300 sorozat
- Voiture de banlieue à 2 niveaux
- SNCF BB 17000 sorozat
- SNCF Z 22500 sorozat
- SNCF Z 50000 sorozat[1]

## Képek

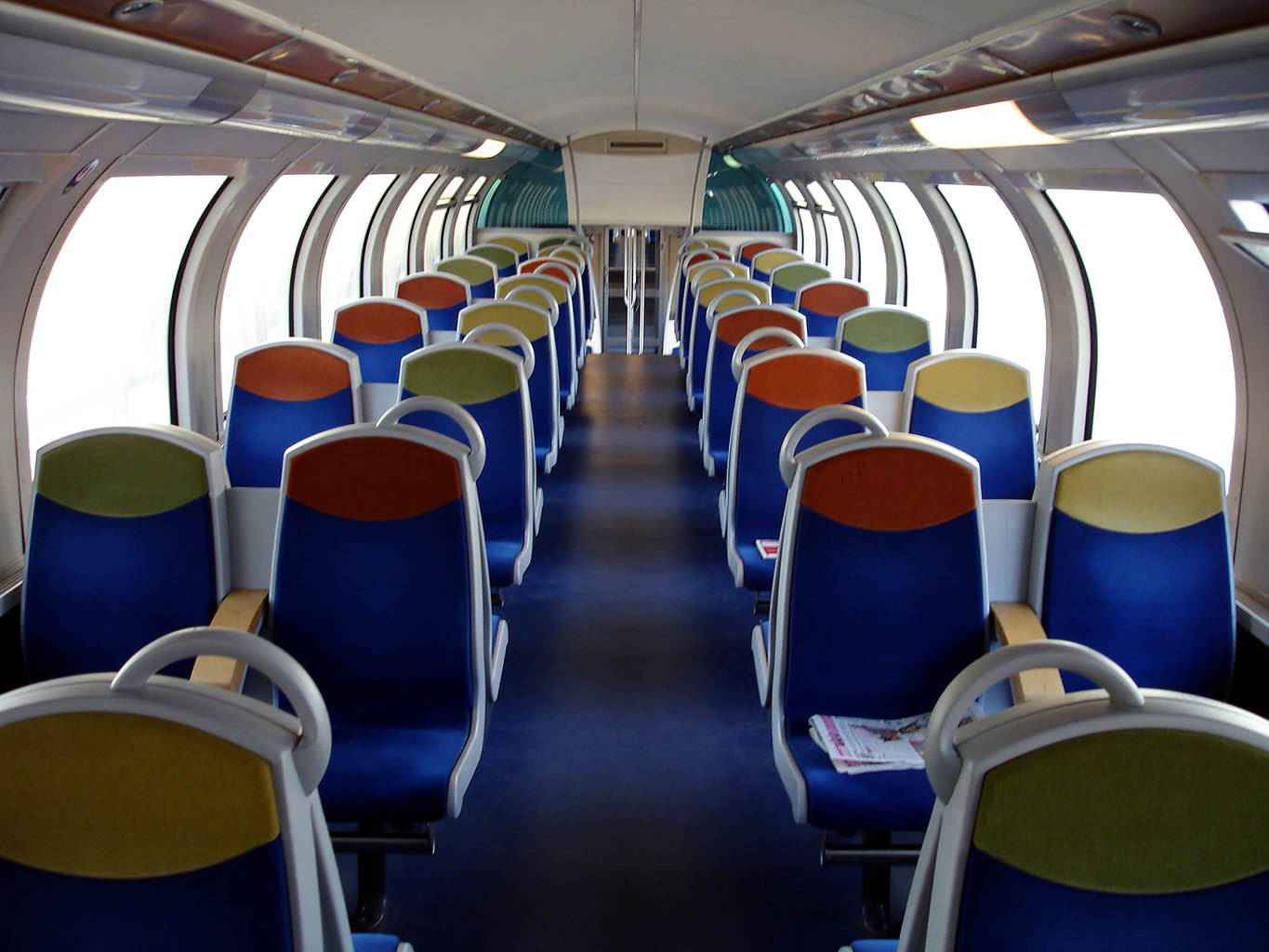
Egy emeletes Transilien kocsi felső szintje
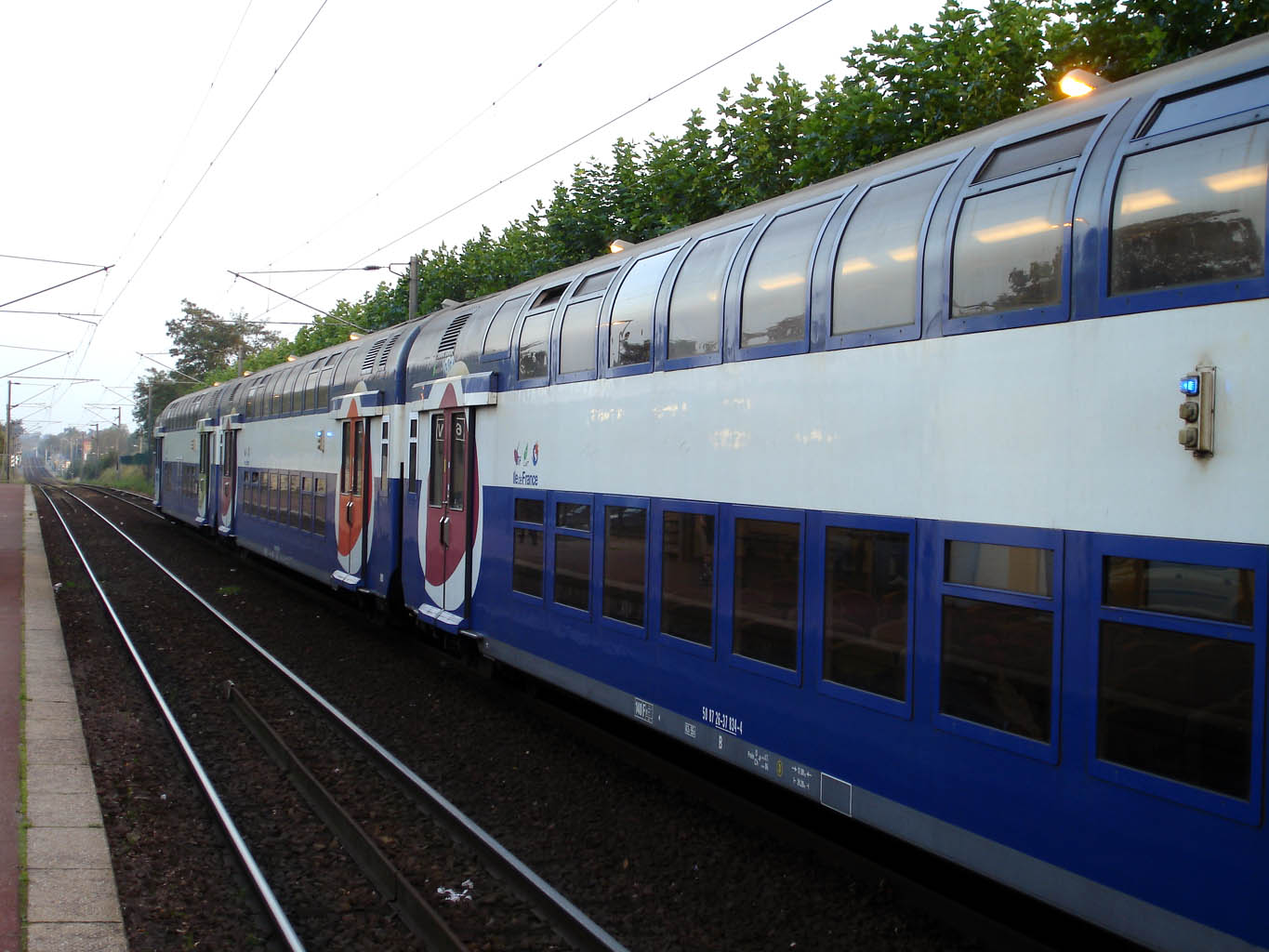
Egy új Transilien szerelvény
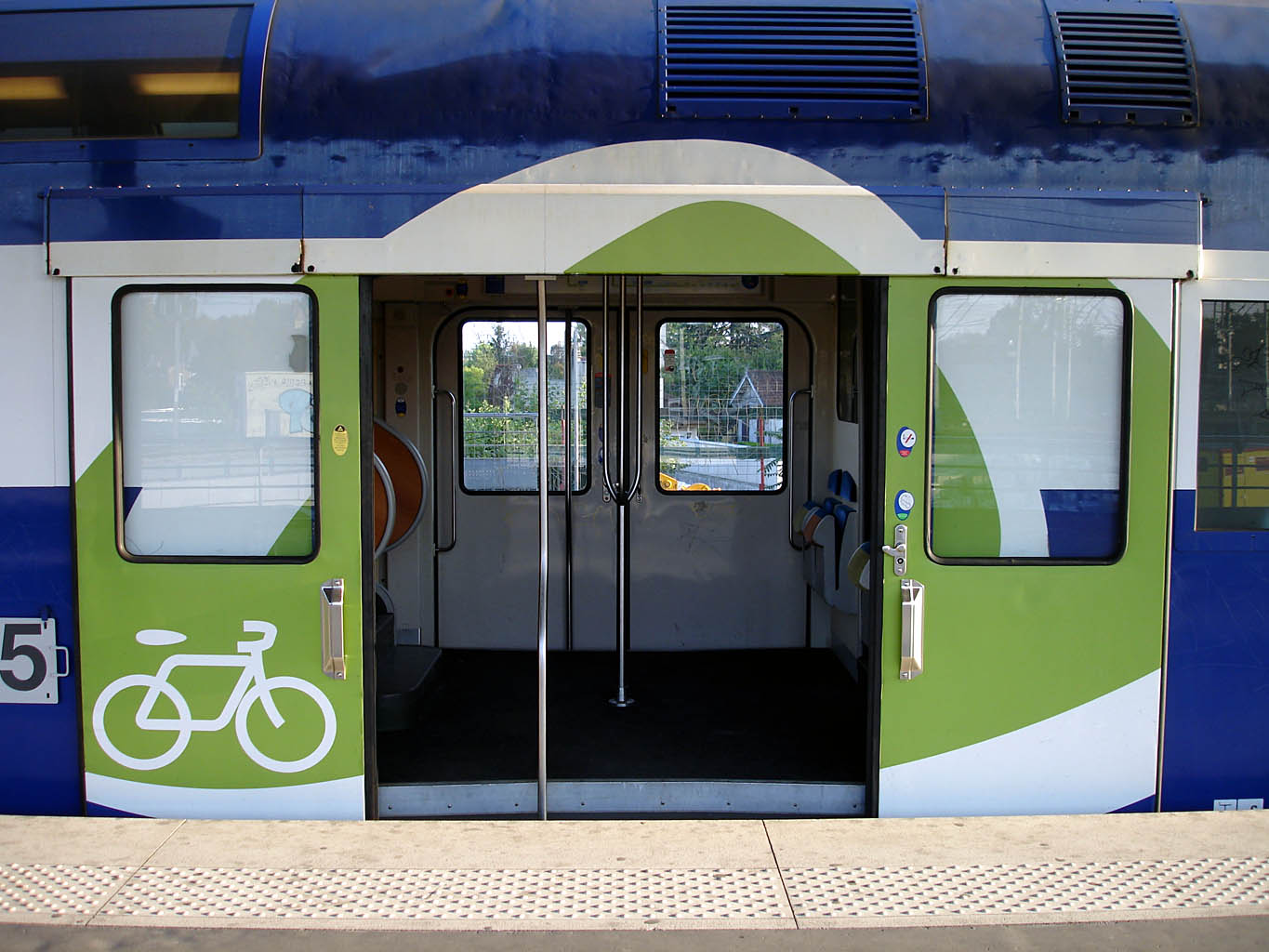
Nyitott...
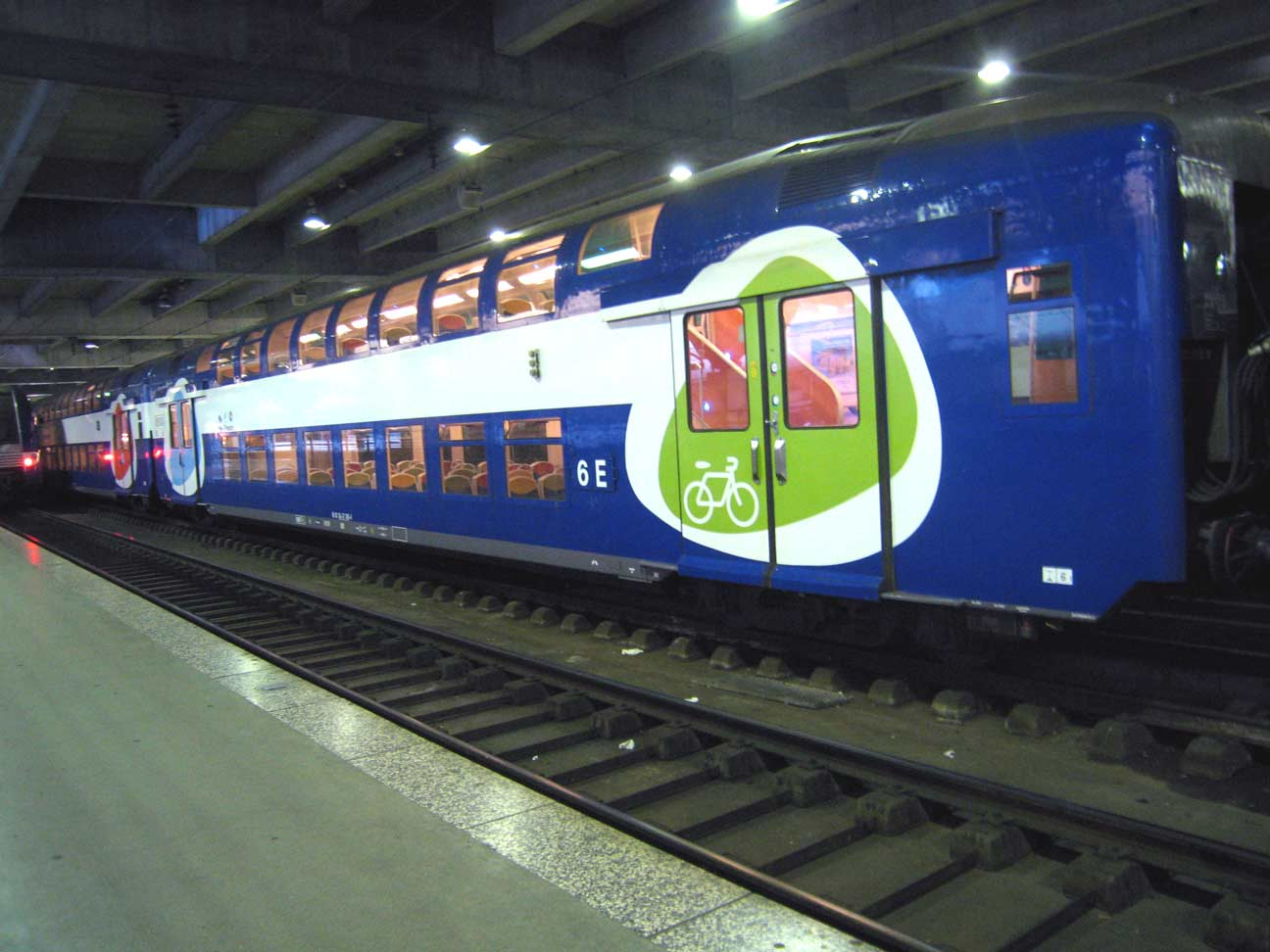
...és csukott ajtók egy szerelvényen